# Solveig Løvseth
Solveig Løvseth, född 14 juli 1999, är en norsk triathlet.

## Karriär
I juni 2023 tog Løvseth guld i olympisk distans vid europeiska spelen i Kraków-Małopolska. Hon var även en del av Norges lag tillsammans med Vetle Bergsvik Thorn, Lotte Miller och Casper Stornes som tog guld i mixstafetten.